# 慈善·辛迪福特-阿堤斯
慈善·辛迪福特-阿堤斯（1979年11月13日—），常稱為阿堤斯，前简称為慈世平、慈天公、或MWP，原名小罗纳德·威廉·阿泰斯特（Ronald William Artest, Jr），簡稱罗恩·阿泰斯特（Ron Artest），曾改名為慈善·世界和平（Metta World Peace），美国职业篮球（NBA）运动员，為一名锋卫摇摆人。慈世平身高2米01（6英尺7英寸），体重117.9公斤（260磅）。2014年加盟中国CBA四川金强俱乐部，取中文名熊貓之友。

## 球員經歷
其迄今为止的职业生涯中一共穿着15（高中与大学时代、1999-2002公牛、2002-03步行者、2005-06步行者、2011-13湖人），23（2003-04步行者），91（2004-05步行者），93（2006-08国王），96（2008-09火箭），37（2009-11、2015-湖人、2014-15四川金强），51（2013-14尼克）等多个号码。
慈世平大学时代加入聖若望大學男子篮球队 (St. Johns's RedStrom)，该校为美东地区传统体育名校，尤以男篮项目见长，曾出过克里斯·穆林, 馬克·傑克森等NBA明星球员。慈世平在校队兩年平均每场得到13.1分、6.3籃板、3.2助攻、1.90抄截和1.20盖帽，大學第一年獲選進入大東聯盟新秀第一隊，第二年带领球队打入NCAA决赛八强，也曾經獲選為大東聯盟年度第一隊，獲得伍登奖（大學的MVP獎）。

### 芝加哥公牛（1999-2002）
1999年大学二年级后参加选秀进入NBA，被芝加哥公牛隊选中，平均12分是球隊第四名，但让更多人记住他的是他在2001年的夏季训练营时撞断了预备复出的迈克尔·乔丹的肋骨。

### 印第安納溜馬（2002-2006）
2002年被交易到印第安纳溜馬队，与傑曼·歐尼爾等人组成东部最强防守队伍，在2003-04赛季取得赛季61胜的惊人战绩，创队史记录，最后止步东区决赛。

#### 奧本山宮殿大亂鬥
然而在2004年爆發了惡名昭彰的奧本山宮殿大亂鬥，這場紛爭始於比賽還剩45.9秒，當時印第安纳溜馬以97-82領先，有個人對阿泰斯特說：「你現在可以撂倒一個。」意思是指他可以對某個在比賽裡讓他很不爽的人下手犯規。於是底特律活塞的本·華萊士被阿泰斯特從後面犯規，憤怒的華萊士用雙手推了阿泰斯特一把，兩隊的球員趕緊衝上前。兩邊很多球員試圖將憤怒的華勒斯和阿泰分開，而後者最後決定躺在記分台上，等一切紛爭結束。這些緩慢的反應讓華勒斯更加生氣、隊友推擠、裁判爭論，事情進一步升溫。阿泰在記分台足足躺了90秒，底特律球迷對他大出穢言。在場上打球的10位球員（印第安納的歐尼爾、阿泰、傑克森、汀斯利和瓊斯；底特律的本·華萊士、拉希德·華萊士、漢彌爾頓、杭特和帕克）和兩隊教練聚集在場中將注意力擺在華萊士身上，因為他無法冷靜下來，其他人都待在他們的板凳上。不知什麼原因，沒有人把阿泰拉下台。極度不爽的華勒斯把護腕往阿泰的方向丟去。突然天外飛來一罐啤酒打中阿泰胸口和臉上。阿泰開始反擊。他衝上看台去抓那個扔出啤酒罐攻擊他的人，但卻抓到了麥可·萊恩，其實真正的兇手是當時站在後面的約翰·格林，格林從後面抓住了阿泰想要緊縛住他。另一名球迷在近距離朝阿泰潑了一杯啤酒，卻濺了史蒂芬·傑克森一身，後者以一記重拳回擊。同時，華勒斯的兄弟大衛·華勒斯的一記上勾拳沒能打中溜馬的弗雷德·瓊斯，此時雙方的球員和教練都湧入了戰團中做和事佬。傑曼·歐尼爾也參與了當時的戰鬥，還有衝上看臺卻被球迷一頓暴打的瓊斯，結果導致場面極其混亂不堪。最後一大批警務人員衝入球場，拉開了打架的人群。但阿泰並沒有停止，兩位穿著活塞球衣的小球迷闖入球場向阿泰挑釁，雙方互相打量著。阿泰重拳擊向其中一人。球迷被傑克森和小歐尼爾拳擊的那一幕使得活塞球迷更加暴怒，他們不停地飆髒話，不停朝場上扔雜物。於是印第安納溜馬的球員們和教練們趕緊打算回到休息室。在通過球員通道時，傑克森衝過球員通道，甩著他的溜馬球衣朝球迷呼嘯著，人們朝他身上傾倒飲料。小歐尼爾在被經紀人和其他人拉走之前徑自撲向了一名扔了一瓶飲料的球迷。 另一名活塞球迷朝幾名正在退場的溜馬球員砸出了一把椅子。回休息室後，阿泰對傑克森說：「傑克，你覺得我們是不是有麻煩了？」傑克森回答阿泰說：「你是認真的嗎，兄弟？麻煩？要是我們還沒丟掉飯碗，我們就太走運了。」
事後阿泰被禁赛整季剩餘的86場比賽，不少球队主力如傑曼·歐尼爾和史蒂芬·傑克森也遭牵连，球队成绩一落千丈。2005年季中溜馬隊和沙加緬度國王隊達成交易，以阿泰换来佩贾·斯托亚科维奇。

### 休士頓火箭（2008-2009）
2008年7月29日后又被交易到休斯顿火箭队与姚明和崔西·麥葛雷迪搭档。

### 洛杉磯湖人（2009-2013）
2009-10年被交換到洛杉磯湖人隊，以其强硬的防守助該隊83比79擊敗世仇波士頓塞爾提克奪得该赛季總冠軍。
2011年6月23日阿泰斯特以私人理由向洛杉磯法院申請改名为“慈善·世界和平”，并于9月16日获得通过。
在2012年4月22日與俄克拉何马城雷霆的比賽中，慈善·世界和平正在慶祝得分時對詹姆士·哈登施予一記肘擊。被判了2個技術犯規與立即下場。哈登待在地板上幾分鐘後離開比賽進行傷勢評估，之後被判斷出有腦震盪。比賽結束後，慈善·世界和平在記者面前道歉，並表示肘擊是「不小心的」。在4月24日，慈善·世界和平被禁賽7場。
2013年夏天，在洛杉磯湖人续约德怀特·霍华德未果后，慈世平被湖人队特赦成为自由球员，此举可为湖人节省约1900万美元的奢侈税。

### 紐約尼克（2013-2014）
成為自由球員後，7月15日，慈世平宣布加入紐約尼克隊并改穿51号球衣，另外他还透露自己将在下赛季再度改名。2014年2月25日，慈世平被纽约尼克斯队买断成为自由球员。随后4月份慈世平正式在社交网站上宣布自己已改名为“I Have A Name”（直译为“我有一个名字”，网友意译为“吴友铭”即我有名之谐音），据媒体猜测他很有可能是想向著名黑人民权领袖马丁·路德·金致敬。

### 中國与意大利（2014-2015）
2014年7月，慈世平被曝以1年143万美元的天价加盟CBA的四川金强俱乐部，这个价位不仅超越了上赛季四川队亚洲外援哈米德·哈达迪的130万美元年薪，成为四川队阵中身价最高的球员，更是目前CBA所有球员中的最高薪。据悉，签订一年短合同的原因是慈世平希望在CBA赛季结束之后谋求重返NBA参加2015年季后赛的机会。
2014年8月4日，四川队官方正式宣布签约慈世平，前NBA全明星球员正式登陆CBA。；8日，慈世平对外声称其中文名为“熊猫朋友”(The Pandas Friend)，有网友则幽默地取其谐音“潘大福”
2014年末，由于球队战绩糟糕，被四川队单方面宣布弃用。
2015年3月，與歐洲聯盟義大利坎圖隊簽下合約，至意大利打球。

### 重返洛杉磯湖人（2015-2017）
2015年9月24日，與洛杉磯湖人簽下一年無保障合約，回到NBA。2015-16年球季開幕在即，洛杉磯湖人近日確定15人名單人選，最後一個名額經過討論後，決定留住老將慈善·世界和平。

## 教練生涯
2017年10月23日，世界和平被NBA G聯盟的洛杉磯湖人發展聯盟南灣湖人聘為球員發展教練。

## 饒舌樂
慈世平也在2006年出過饒舌專輯(My World)，當時名字還是Ron Artest,還有單曲〈Go Loco〉，但最有名的還是〈CHAMPIONS─冠軍〉，這首歌在2010年，世界和平先生效力於湖人隊，奪冠之後推出，並找來嘻哈變聲器天王T-Pain，天時地利人和讓這首歌頗受歡迎。

## NBA生涯數據
| † | 代表該賽季阿泰斯特獲得了NBA总冠军戒指 |

### 常規賽
| 賽季     | 球隊         | GP  | GS  | MPG  | FG%  | 3P%  | FT%  | RPG | APG | SPG | BPG | PPG  |
| -------- | ------------ | --- | --- | ---- | ---- | ---- | ---- | --- | --- | --- | --- | ---- |
| 1999–00  | 芝加哥公牛   | 72  | 63  | 31.1 | .407 | .314 | .674 | 4.3 | 2.8 | 1.7 | .5  | 12.0 |
| 2000–01  | 芝加哥公牛   | 76  | 74  | 31.1 | .401 | .291 | .750 | 3.9 | 3.0 | 2.0 | .6  | 11.9 |
| 2001–02  | 芝加哥公牛   | 27  | 26  | 30.5 | .433 | .396 | .628 | 4.9 | 2.9 | 2.8 | .9  | 15.6 |
| 2001–02  | 印第安那溜馬 | 28  | 24  | 29.3 | .411 | .215 | .733 | 5.0 | 1.8 | 2.4 | .6  | 10.9 |
| 2002–03  | 印第安那溜馬 | 69  | 67  | 33.6 | .428 | .336 | .736 | 5.2 | 2.9 | 2.3 | .7  | 15.5 |
| 2003–04  | 印第安那溜馬 | 73  | 71  | 37.2 | .421 | .310 | .733 | 5.3 | 3.7 | 2.1 | .7  | 18.3 |
| 2004–05  | 印第安那溜馬 | 7   | 7   | 41.6 | .496 | .412 | .922 | 6.4 | 3.1 | 1.7 | .9  | 24.6 |
| 2005–06  | 印第安那溜馬 | 16  | 16  | 37.7 | .460 | .333 | .612 | 4.9 | 2.2 | 2.6 | .7  | 19.4 |
| 2005–06  | 沙加緬度國王 | 40  | 40  | 40.1 | .383 | .302 | .717 | 5.2 | 4.2 | 2.0 | .8  | 16.9 |
| 2006–07  | 沙加緬度國王 | 70  | 65  | 37.7 | .440 | .358 | .740 | 6.5 | 3.4 | 2.1 | .6  | 18.8 |
| 2007–08  | 沙加緬度國王 | 57  | 54  | 38.1 | .453 | .380 | .719 | 5.8 | 3.5 | 2.3 | .7  | 20.5 |
| 2008–09  | 休士頓火箭   | 69  | 55  | 35.5 | .401 | .399 | .748 | 5.2 | 3.3 | 1.5 | .3  | 17.1 |
| 2009–10† | 洛杉磯湖人   | 77  | 77  | 33.8 | .414 | .355 | .688 | 4.3 | 3.0 | 1.4 | .3  | 11.0 |
| 2010–11  | 洛杉磯湖人   | 82  | 82  | 29.4 | .397 | .356 | .676 | 3.3 | 2.1 | 1.5 | .4  | 8.5  |
| 2011–12  | 洛杉磯湖人   | 64  | 45  | 26.9 | .394 | .296 | .617 | 3.4 | 2.2 | 1.1 | .4  | 7.7  |
| 2012–13  | 洛杉磯湖人   | 75  | 66  | 33.7 | .403 | .342 | .734 | 5.0 | 1.5 | 1.6 | .6  | 12.4 |
| 2013–14  | 紐約尼克     | 29  | 1   | 13.4 | .397 | .315 | .625 | 2.0 | .6  | .8  | .3  | 4.8  |
| 生涯     |              | 931 | 833 | 33.0 | .417 | .341 | .716 | 4.7 | 2.8 | 1.8 | .5  | 13.8 |
| All-Star |              | 1   | 0   | 17.0 | .600 | .000 | .500 | 3.0 | 3.0 | 1.0 | .0  | 7.0  |

### 季後賽
| 賽季  | 球隊         | GP | GS | MPG  | FG%  | 3P%  | FT%   | RPG | APG | SPG | BPG | PPG  |
| ----- | ------------ | -- | -- | ---- | ---- | ---- | ----- | --- | --- | --- | --- | ---- |
| 2002  | 印第安那溜馬 | 5  | 5  | 33.4 | .407 | .462 | .692  | 6.0 | 3.2 | 2.6 | .6  | 11.8 |
| 2003  | 印第安那溜馬 | 6  | 6  | 42.0 | .389 | .387 | .800  | 5.8 | 2.2 | 2.5 | 1.0 | 19.0 |
| 2004  | 印第安那溜馬 | 15 | 15 | 38.9 | .378 | .288 | .718  | 6.5 | 3.2 | 1.4 | 1.1 | 18.4 |
| 2006  | 沙加緬度國王 | 5  | 5  | 39.6 | .383 | .333 | .696  | 5.0 | 3.0 | 1.6 | .8  | 17.4 |
| 2009  | 休士頓火箭   | 13 | 13 | 37.5 | .394 | .277 | .714  | 4.3 | 4.2 | 1.1 | .2  | 15.6 |
| 2010† | 洛杉磯湖人   | 23 | 23 | 36.5 | .398 | .291 | .579  | 4.0 | 2.1 | 1.5 | .5  | 11.2 |
| 2011  | 洛杉磯湖人   | 9  | 9  | 31.9 | .443 | .321 | .762  | 4.6 | 2.2 | 1.1 | .8  | 10.6 |
| 2012  | 洛杉磯湖人   | 6  | 6  | 39.3 | .367 | .389 | .750  | 3.5 | 2.3 | 2.2 | .7  | 11.7 |
| 2013  | 洛杉磯湖人   | 3  | 3  | 28.0 | .250 | .143 | 1.000 | 3.7 | 1.7 | .7  | .3  | 6.0  |
| 生涯  |              | 85 | 85 | 36.9 | .389 | .308 | .714  | 4.8 | 2.8 | 1.5 | .7  | 13.9 |

## 职业生涯奖项及成绩
- 1次入选NBA全明星赛 (2004)
- 1次当选NBA最佳防守球员 (2004)
- 1次入选NBA最佳第三阵容 (2004)
- 2次入选NBA最佳防守阵容 (2004、2006)
- 2次入选NBA最佳防守第二阵容 (2003、2009)
- 1次入选NBA最佳新秀第二阵容 (2000)
- 1次NBA總冠軍(2010)
- 1次NBA公民獎(2011)